# Nippon Crown
Nippon Crown Co., Ltd. (jap. 日本クラウン株式会社 Nippon Kuraun Kabushiki-gaisha) – japońska wytwórnia muzyczna założona 6 września 1963 roku. W czerwcu 2001 roku firma dołączyła do grupy Daiichi Kosho Company, a w listopadzie została spółką zależną, stając się liderem w sektorze oprogramowania muzycznego firmy.